# I'm Here
I'm Here è un cortometraggio di fantascienza scritto e diretto nel 2010 da Spike Jonze, nome d'arte di Adam Spiegel.
Il film rappresenta la prima esperienza del regista nell'ambito della produzione fantascientifica, lo stile drammatico e sentimentale che si percepisce sembra essere il preludio del già noto Lei (Her), pellicola realizzata nel 2013 che oggi vanta uno straordinario successo di critica e di pubblico, e per la cui sceneggiatura originale Jonze si è aggiudicato il Premio Oscar nel 2014.
I'm Here racconta le vicende di Sheldon e Francesca, due robot che vivono un'insolita e movimentata storia d'amore nella cornice di una fantascientifica Los Angeles ritratta per mezzo di scenografie essenziali immediate ed efficaci. La trama è ispirata al libro per bambini L'albero, scritto da Shel Silverstein, poeta e drammaturgo statunitense del Novecento a cui peraltro si deve il nome del protagonista del film. Il cortometraggio è stato presentato per la prima volta al Sundance Film Festival.

## Trama
In una Los Angeles disegnata nel contesto di un futuro immaginario, robot ed esseri umani convivono e sembrano assumere gli uni le inclinazioni degli altri, i robot provano emozioni, l'umano invece, divenuto altro, sembra incapace di umanità. Sheldon (Andrew Garfield) è un robot malinconico che soffre lo sconforto di un mondo grigio, appassito, una dimensione distopica dove ognuno appare assorbito dalla sterile e ripetitiva scansione della vita quotidiana. Il robot ha un impiego da bibliotecario, ogni mattina attende il bus che lo porta sul posto di lavoro; terminata la sua giornata di servizio torna nel suo spoglio appartamento dove ha bisogno di ricaricare le batterie della vecchia centralina che ha al posto della testa. Lo sconforto di Sheldon si nutre di attenzioni negate, di rapporti mancati, ogni giorno spera invano di riuscire a stabilire un contatto con qualcuno, un saluto, un cenno del capo, un banale gesto di gentilezza. Il ritmo della storia è stravolto al sopraggiungere di Francesca (Sienna Guillory), una robot vivace, ribelle, maldestra, che benché appaia sicura di sé è solita disegnare in giro per la città il suo volto in forma stilizzata con su scritto “I'm Here”, io sono qui, come sintomo forse di un malessere incompreso, di una solitudine inespressa. I due si incontrano casualmente alla fermata del bus, si scambiano sguardi incuriositi, nasce presto l'intesa di chi condivide il profondo disagio dello stare al mondo. Francesca trasforma la vita di Sheldon proiettandola in un mondo di esperienze a lui del tutto nuove, insieme sfidano la loro stessa natura, si divertono, si innamorano, imparano a sognare di notte, ingannano la vita. Il legame tra i due protagonisti si consolida, alimentato da una singolare e sincera complicità, la casualità degli eventi però mette Sheldon alla prova. Un giorno a causa di un incidente ad un concerto Francesca perde un braccio, Sheldon senza pensare svita il suo e lo assembla sul corpo dell'amata. Da qui seguono una serie di eventi analoghi in cui Francesca, nella sua ingenua vivacità, rimane vittima di una successione di incidenti invalidanti, inizia così per Sheldon un graduale donarsi a lei attraverso la sostituzione di parti del corpo fino al giorno in cui per il robot giunge la prova finale.

## Colonna sonora
La scelta delle musiche è felice ed oculata, a dimostrazione della sensibilità e della delicatezza tipica di Jonze. La colonna sonora riassume con precisione il carattere dell'intero film, contiene brani di Aska Matsumiya, Sleigh Bells, Animal Collective e The Lost Trees. La canzone portante è "There are many of us” di Aska, brano sul quale Sam Spiegel ha composto il tema principale del cortometraggio.

### Tracce
1. There Are Many of Us - Aska Matsumiya – 3:19
2. Beautiful Life - Gui Boratto – 8:26
3. A/B Machines - Sleigh Bells – 3:35
4. The Past Is a Grotesque Animal - The Lost Trees & Of Montreal – 5:30
5. Did You See the Words - Animal Collective – 5:12
6. Hellhole Ratrace - Girls – 6:57
7. Y.O.U. - Aska Matsumiya – 4:29
8. Lonesome Robot Theme - Sam Spiegel – 3:21
9. There Are Many of Us (Elecric Dream reprise) - Sam Spiegel – 1:41

Durata totale: 42:30